# 東北学院中学校・高等学校
東北学院中学校・高等学校（とうほくがくいんちゅうがっこう・こうとうがっこう）は、宮城県仙台市宮城野区小鶴字高野にある私立中学校・高等学校。通称は「学院」、「TG」。宮城県内で唯一残っていた男子校であったが、2022年4月から男女共学となった。
キリスト教（プロテスタント、福音主義：日本基督教団）系の学校（キリスト教主義学校、ミッションスクール）である。学校法人東北学院によって設置され、東北学院大学・東北学院榴ケ岡高の系列校である。
2005年4月、老朽化が進んだ一番町校舎から宮城野区小鶴の新校舎に移転し現在に至る。
2019年4月からのスローガンは「日本一ポジティブな学校」である。

## 概要
ミッションスクールとしてキリスト教による全人教育を行っている。学校の標語は、第2代院長D.B.シュネーダーが聖書より引用し、制定した「LIFE LIGHT LOVE」（3L精神）。また「地の塩、世の光」として社会に貢献する人であれ、との人格教育を行っている。前身の仙台神学校の創立以来、毎朝の礼拝がある。現在のキャンパスの一角には2000人を収容できる礼拝堂があり、賛美歌・聖書朗読などからなる礼拝の場となっている。年間の行事として、イースター、創立記念、ペンテコステ、クリスマスなどで礼拝がある。
中学校入学者は地元の富裕層や祖父代からの東北学院出身者の子弟が入学することが多い。高等学校は中学校内部進学者と高校受験による新規入学者の比率が半々である。
特待生制度、準特待生制度があり、通年の定期試験の成績で3位以内でかつ平均点が90点以上の者は特待生とされ学費が全額免除される。さらに、平均点85点以上の者も準特待生とされ図書券が進呈される（6位まで）。また、卒業生の総代（首席卒業者）は進学クラスの最優秀生徒が選ばれる慣行となっている。
その他、アメリカ・オレゴン州方面の海外研修制度も用意されている。以前は50名の定員に60名を超える希望者があり、選抜テストを行なって参加者を決めていたが、ここ10年以上は参加者が激減し、在校中に複数回参加できるよう規定を改めても毎年12〜15名の参加者にとどまっている。なお、現在は海外研修の場所が東海岸のボストンへと変更され、研修内容も大幅に変わった。また、中学生に限りニュージーランドへ交換留学する制度も新設された。
かつての校舎は仙台市都心部の一番町に位置し、仙台駅より徒歩10分と交通至便であったが、都市計画により用地を市道へ供出したため、敷地面積は狭かった。そこで、2005年4月に宮城野区小鶴にキャンパスを移転した。なお、跡地はのちに仙台トラストシティとして再開発された。
現在の校舎は東京ドーム約2個分の敷地面積に、冷暖房完備の校舎・礼拝堂、屋内練習場付きの野球場、人工芝のサッカー場、全天候型陸上競技トラック、テニスコートなどがある。一方で交通に関しては仙台駅から仙石線で約10分の小鶴新田駅からさらに徒歩10分ほどの距離となった。

## 男女共学化
宮城県内で最後まで残っていた男子校だったが、少子化により生徒数の確保が難しくなり定員割れが続いたことから、2020年10月22日の理事会で2022年4月から男女共学に移行することが決定された。詰襟の学ランが制服だったが、制服についても2021年春から廃止となる（新入生については制服を廃止、在校生については制服か私服かを選択可能とする）。

## コース制

### 設置コース
- 中学校
  - 特別選抜コース
  - 総合コース
- 高等学校
  - 特別選抜コース
  - 特別進学コース
  - TG総合進学コース(高校1年次のみ存在)
  - 総合進学コース(高校2年次より)
  - TGコース(高校2年次より)

### 高等学校における現在のコース制

#### 特別選抜コース・特別進学コース(通称:特選進)
特別選抜コースとは主に中学入学生のみで編成された難関大学進学を目標とするコースである。また、特別進学コースという高校入学生によって大部分が編成されるコースも存在する。この両コースはカリキュラムの相似や授業を共に受ける機会があることなどから「特選進」とも呼ばれている。両コースともに在籍者に対しては指定校・協定校推薦や東北学院大学への推薦をしない。
東北学院高校では首都圏の中高一貫校のような6年カリキュラムを組まないといわれているが、中学入学生によって編成される特別選抜コースに限り中学過程で一部の教科(主に数学・英語)で中学時に高校範囲の一部を学習する。そのようなカリキュラムに追いつかせるために高校入学生によって編成される特別進学コースは一年次における数学や英語授業のスピード化が図られることもある。例として授業だけではなく後述する講習にてカリキュラムを完結させる場合などが挙げられる。
特選進では他コースに比べて生徒の拘束時間が長いという特徴がある。平日は基本的に毎日7時間授業(総合進学コース・TG進学コース・TG総合進学コースは6校時限の日が存在する)あり、7時間目終了後に放課後講習というものが存在する。講習は毎日16:40から18:00まで行われており、行われる教科は主に英語・数学・国語の三科目であるが、授業や講習の振り返りを行うための自習時間を設けることもある。部活動は禁止されていないものの、講習に参加せずに部活動に参加することは原則禁止とされているため、部活動に所属していても平日の活動の大半には参加できない。

#### TG総合進学コース
1年次のみ存在するコース。2年進級時にコース選択があり、在籍生徒は後述する総合進学コースまたはTGコースへ進むことになる。尚、一定の成績をおさめた上でカリキュラムを合わせるための特別講習を受講した場合には特別進学コースへの編入を許可される場合もある。

#### 総合進学コース
2年時のコース選択時において選択肢の一つとなるコース。文武両道を掲げるコースであり、在籍する生徒は部活動に取り組みながら主に指定校・協定校推薦を利用した私立大学への進学を希望する生徒や国公立大学への進学を希望する生徒が大半を占めている。尚、東北学院高校において指定校推薦の条件の一つがこのコースに在籍していることである。

#### TGコース
2年時のコース選択時において選択肢の一つとなるコース。総合進学コース同様こちらも文武両道を掲げており、部活動に取り組みながら東北学院大学への進学を希望する生徒が多く在籍する。所謂エスカレーター制のコースであり、例年は東北学院大学への進学を希望生徒全員が推薦・入学している。しかし、東北学院推薦には評定と一定の条件(主に英語外部試験における資格の取得)が課せられている。

### 旧コース制
ここでは、上記のコース制を導入する前の旧コース制について説明する。
1993年度まで高校1年生のクラスは中学からの内部進学者、高校からの入学者を混合したクラスであったが、1994年度以降高1のクラスは中学からの内部進学者と高校からの入学者を分けてクラス編成にするようになった。しかし、これは高校からの入学者を中学内部進学者に追いつかせたり、6年一貫のカリキュラムに合わせるための区別ではない。
高1では自然学級であるが、高2で文Iコース（私立大学文系、主に東北学院大学文系への推薦進学クラス。いわゆるエスカレーター進学を目指すコース。）、文IIコース（国公立・私立大学文系への受験を目指すクラス）、理コース（国公立・私立大学理系への受験を目指すクラス）にそれぞれの進学目標や成績によってクラスが分けられる。高3では、文系クラスは変わらないが、理コースが理I（私立大理系、主に東北学院大学工学部への推薦進学クラス。いわゆるエスカレーター進学を目指すクラス）、理II（国公立・私立大学理系への受験を目指すクラス）に分かれる。高2以降の推薦クラス（エスカレーター進学クラス）と受験クラスでは当然、教育内容が異なる。高2以降は中学内部進学者・高校からの入学者で混合クラスとなり、両者の違いで区別されたクラス編成とはならない。
東京都の国立・私立中高一貫校のように、6年で学ぶ内容を5年で終わらせ、残り1年を受験勉強や進路選択の考慮などにあてるといった教育カリキュラムの中高一貫校ではなく、むしろ中学、高校の教育は一般の公立中学・高校と同じように独立に近い。教育カリキュラムの実体は6年一貫ではなく、そのため、高校からの入学者を自校の6年一貫の教育内容に追いつかせたり、合わせたりするための特別な教育カリキュラムは必要なく、そのようなカリキュラムは存在しない。本校の中高一貫の実態は教育内容が6年一貫ということではなく、内部進学者は高校への入学試験がなくエスカレーター式進学ができるため、中学・高校を同じ学校で学ぶことができるといった程度である。高1段階での中学内部進学者と高校からの入学者のクラス編成の区別は別目的であり、教育内容が中学内部進学者クラスと高校からの入学者のクラスで異なるわけではない。
なお、進学せずに就職する生徒は無に等しい。
中学校の志願者減少に対処し定員を確保するため、2015年度から入試科目を現在の4教科（国語・算数・社会・理科）から2教科（国語・算数）に減らすことになっている。（2013年6月27日　教員会議決定）
文一、理一コースのものは系列の東北学院大学への進学が主となるが、成績優秀者は首都圏の私大などへの指定校推薦での入学も可能である。文二、理二コースの進学実績は国公立大に関しては100人程度、旧帝大である東北大には平均11人程度進学する。しかし、東大京大、旧帝大レベルへの進学者はほんの一握りであり、本校の卒業生のうち7割以上の者は下位・中堅大学へ進学する。
1990年代中頃には東北大学に現役・浪人合わせて45名代の合格者を輩出したこともあったが、2015年3月の東北大学合格者は9名（うち現役は6名）にまで減少している。
また、受験指導としての主力として放課後又は朝に受験科目の演習を行う講習が設置されている。

## 部活動
部活動は所属自由である。文化部と運動部があり、各1つずつ兼部することが可能である。（生徒手帳には兼部可と書いてあるが、実際はほぼ不可能）
- 文化部
  - 科学部（天文班・生物班・園芸班に分かれる）
  - 囲碁・将棋部
  - 写真部
  - 吹奏楽部
  - 音楽部
  - 軽音楽部
  - 美術部
  - 歴史部
  - 放送部
  - 英語部
  - ディベート部
  - 鉄道研究会（2024度から鉄道研究部）

- サークル
  - 書道サークル
  - 数学サークル

- 運動部
  - 軟式野球部
  - 硬式野球部
  - ソフトテニス部
  - 硬式テニス部
  - サッカー部
  - ラグビー部
  - バレーボール部
  - スキー部（2024年度末で活動停止）[7]
  - バスケットボール部
  - 陸上競技部
  - 水泳部
  - バドミントン部
  - 空手道部
  - 卓球部
  - 山岳部
  - 剣道部
  - 弓道部
  - 柔道部
  - ハンドボール部
  - 体操部（2025年度末で活動停止）[7]

- 青年会
  - キリスト教青年会

## 沿革
- 1886年 - 押川方義・W.E.ホーイにより、宮城県仙台区に「仙台神学校」が開設される。
- 1887年 - 第2代院長のD・B・シュネーダーが着任し、校風の基礎を造る（院長就任は1901年）。
- 1891年 - 仙台神学校を東北学院に改称、普通科を設置（翌年開院式を挙行。初代院長に押川方義が就任）。
- 1896年 - この時期、島崎藤村が教師として在任。
- 1902年 - 徴兵猶予の資格を得る。
- 1903年 - 専門学校入学資格を得る。
- 1905年 - 東二番丁通沿いに校舎を建設。
- 1915年 - 普通科を中学部と改称。
- 1919年 - 仙台大火により校舎焼失。

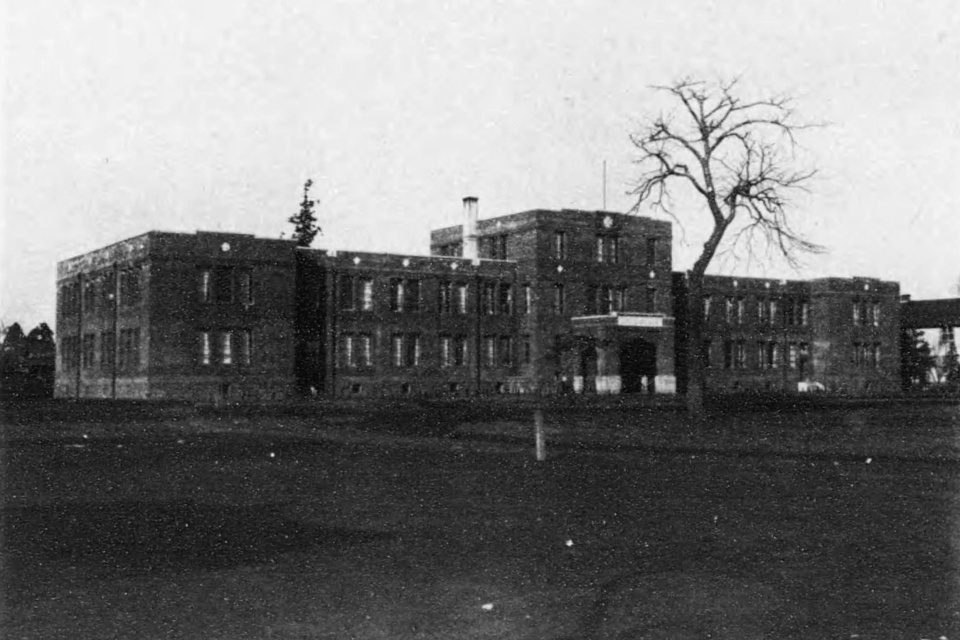
中学部赤レンガ校舎

- 1922年 - 中学部校舎再建（通称：赤レンガ校舎）。
- 1936年 - D.B.シュネーダー、創立50周年記念礼拝にて「我は福音を恥とせず」説教を行い、退任。
- 1943年 - 中学部を中学校と改称。
- 1945年 - 仙台空襲により、校舎焼失。
- 1947年 - 新制中学校を設置。
- 1948年 - 新制高等学校を設置。
- 1959年 - 高等学校榴ケ岡校舎の設置。
- 1972年 - 榴ケ岡校舎が東北学院榴ケ岡高等学校として独立。
- 1978年 - 宮城県沖地震により赤レンガ校舎損壊。
- 1980年 - シュネーダー記念館竣工。
- 1983年 - 高等学校第二部を廃止。
- 2005年 - 宮城野区小鶴へ移転。
- 2021年 - 全国高等学校野球選手権大会初出場[8]
- 2022年 - 男女共学化。

## 交通アクセス
- JR小鶴新田駅より徒歩10分[9]
  - 小鶴新田駅へは仙台駅より仙石線乗車で10分
  - 東北本線を利用する場合、JR岩切駅が最寄り駅。毎朝通学バスが出ている。

## 著名な卒業生
- 星宮望（工学者、東北大学名誉教授、東北学院大学元学長、学校法人東北学院元院長）
- 菅野武（医師・米国タイム誌2011年度「世界で最も影響力のある100人」）
- 菅井秀憲（ヴォイストレーナー、オペラ歌手、「菅井英斗」の名義でも活動）
- 加藤望（元プロサッカー選手・柏レイソル→湘南ベルマーレ・元サッカー日本代表）
- 土橋正樹（元プロサッカー選手・浦和レッドダイヤモンズ・元サッカー日本代表）
- 千葉直樹（元プロサッカー選手・ベガルタ仙台）
- シュミット・ダニエル（プロサッカー選手・名古屋グランパス・元日本代表）
- 佐藤未勇（サッカー選手・FC琉球）
- 加藤真（元プロバスケットボール選手・bjリーグ・秋田ノーザンハピネッツ）：2001年卒業
- 佐々木瑛（バスケットボール選手）
- 本田圭佑（プロ野球選手・オリックス・バファローズ）
- 増田成幸（自転車競技（ロードレース）選手）
- 藤公之介（作詞家）
- 中野正志（政治家）
- 真山祐一（政治家）
- 相沢光哉（政治家）
- 高橋秀悦（東北学院大学教授、日本地域学会会長）
- 久水俊和（追手門学院大学准教授、歴史学者）
- 堀啓（K-1選手）
- 熊谷和徳（タップダンサー）
- Dj KENTARO（ターンテーブリスト）：アジア人初のDMC DJ Competition チャンピオン
- 宮城けんじ（漫才師・Wけんじ）
- 御童カズヒコ（漫画家）
- 朝間義隆（脚本家、映画監督）
- 尾形亀之助（詩人）
- 大竹康市（建築家）
- 鍋島紀雄（日本画家）
- 及川史弘（リレハンメル五輪フィギュアスケート男子シングル日本代表）
- 木村浩一郎(デザイナー)
- 佐々木快（テレビ朝日アナウンサー）
- ゴスケ（お笑い芸人）
- 新谷竜竹(彫刻家)

## 縁のある人物
- 島崎藤村（詩人・小説家）：作文・英語教師として着任